# Franz Jakob Späth
Franz Jakob Späth (o Spath; Ratisbona, c. 1714-Ratisbona, 23 de julio de 1786) fue un constructor de instrumentos de teclado alemán. Nació y murió en Ratisbona, donde trabajó la mayor parte de su vida. Constructor de órganos de formación, es conocido, junto con su yerno Christoph Friedrich Schmahl, como el constructor de pianos tangentes más destacado.

## Biografía
Franz Jakob Späth era hijo del organero Johann Jakob Späth. Probablemente su padre lo entrenó en la construcción de órganos. Se hizo cargo del taller de su padre en 1747. Ese mismo año se casó con Johanna Rosina Schessinger. La pareja tuvo siete hijos, tres de los cuales sobrevivieron a la infancia.: 203–204 
En 1751 regaló un piano tangente al elector de Bonn.: 347  En lugar de golpear las cuerdas con un martillo pivotante, se golpean con martillos verticales no pivotantes, llamados tangentes.: 80  Ernst Ludwig Gerber informó que el instrumento tenía 30 variaciones de tono, que aumentaron a 50 en 1770.
El constructor de pianos Johann Andreas Stein fue aprendiz de Späth de 1749 a 1750. El claviórgano de Stein de 1781 muestra la influencia de Späth. En 1774, Späth fundó una empresa de construcción de pianos con su yerno Christoph Friedrich Schmahl (1739-1814), que provenía de una familia de constructores de órganos.
Späth murió el 23 de julio de 1786. La empresa fue heredada por el hijo de Schmahl, Christian Carl, pero se disolvió tras su muerte.

## Instrumentos

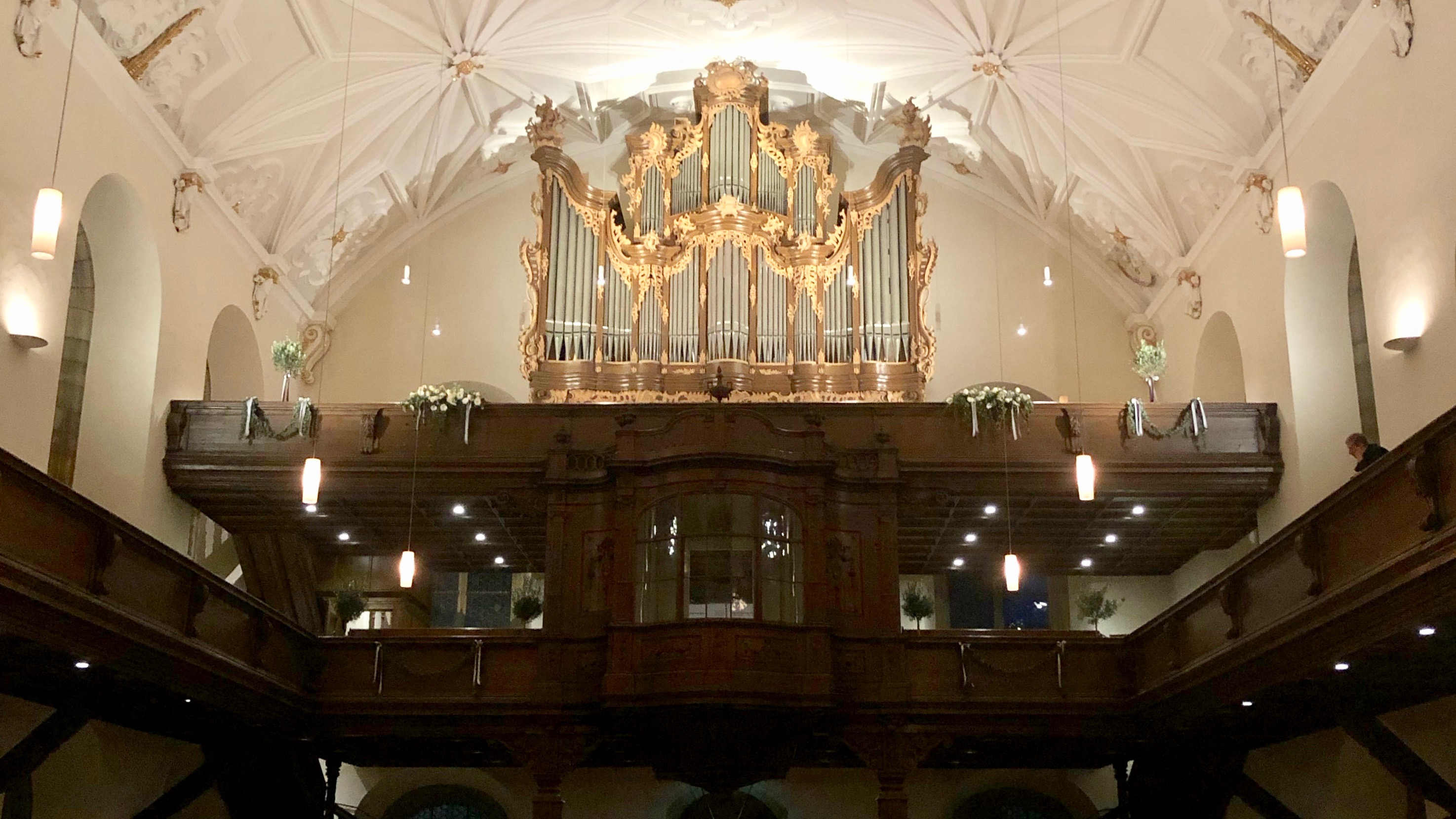
Órgano de la Dreieinigheitskirche.

Aunque ampliamente reconocido como el inventor del piano tangente, Späth no fue el primero en inventar la acción tangente.: 155 : 394  Jean Marius había propuesto un mecanismo similar en 1716 a la Academia de Ciencias de Francia. Christoph Gottlieb Schröter afirmó haber inventado un instrumento con una acción similar en 1717, aunque no se anunció hasta 1747 en la Neu eröffnete musikalische Bibliothek de Lorenz Christoph Mizler.: 347  Es probable que en vida de Späth se construyera un piano tangente del siglo XVIII que se conserva. Schmahl continuó fabricando y firmando instrumentos bajo su nombre y el de su suegro hasta 1793.
El propio Späth nunca utilizó el término piano tangente (Tangentenflügel), que apareció por primera vez en 1791.: 151  Se refirió al mecanismo como Tangirung y al instrumento como Pandaleons Forte-pianos, Pianoforteinstrumente in Flügelform, clavecin d'amour, debido a su expresividad y rango dinámico, o simplemente Clavier.: 88 
Späth también construyó clavecines y pianos para clavecín. El 10 de septiembre de 1765 apareció en el Leipziger Zeitung un anuncio de los instrumentos de Späth con acciones combinadas de fortepiano y clavecín.: 206–207  En 1770, anunció un instrumento con tres manuales que combinaba la acción Tangirung con la acción de punteado de un clavicémbalo.
Späth construyó el órgano en la Dreieinigkeitskirche de Ratisbona, que se completó en 1758. Fue renovado en 1892 por Johannes Strebel. La renovación reemplazó los tubos principales y agregó tres filas de tubos de lengüeta, preservando al mismo tiempo la fachada del instrumento.: 664  En 1966 fue renovado nuevamente por Detlef Kleuker. El nuevo órgano era propenso a sufrir fallos y debía ser reparado con frecuencia. Fue eliminado en 2009,: 668  y fue reconstruido por Jürgen Ahrend para adaptarse mejor a la música de Johann Sebastian Bach basándose en los órganos de Turingia y Alemania Central, para los cuales Bach compuso, preservando al mismo tiempo la fachada de Späth. La reconstrucción se completó en el verano de 2020. Späth también construyó el órgano en Oswaldkirche en 1753,: 204  y planeó construir un nuevo órgano para la catedral de Ratisbona. Tras el veto del obispo, Späth sólo recibió instrucciones de reparar el antiguo órgano de la catedral.: 657 
Los instrumentos de Späth gozaron en general de buena reputación. Forkel elogió sus fortepianos en su Musikalischer Almanach für Deutschland de 1782. En 1777, Mozart le escribió a su padre que los fortepianos de Späth eran sus favoritos, antes de que le presentaran los de Stein.: 387  Carl Ludwig Junker informó que Beethoven se negó a tocar un instrumento fabricado por Späth. Junker postuló que Beethoven, que tocaba los pianos de Stein en Bonn, no estaba acostumbrado a tocar los pianos de Späth.: 162–163 